# Премія НАН України імені В. Є. Лашкарьова
Пре́мія і́мені Вади́ма Євге́новича Лашкарьо́ва — премія, встановлена НАН України за видатні наукові роботи в галузі фізики напівпровідників та напівпровідникового приладобудування.
Премію засновано постановою Президії НАН України № 228 від 20 червня 1997 року та названо на честь видатного фізика-експериментатора, організатора науки, академіка АН УРСР, що створив наукову школу в галузі фізики напівпровідників Вадима Євгеновича Лашкарьова. Перше вручення відбулося у 2000 році за результатами конкурсу 1999 року.
Починаючи з 2007 року Премію імені В. Є. Лашкарьова присуджує Відділення фізики і астрономії НАН України щотри роки.

## Лауреати премії
| Рік  | Тема | Лауреати                        | Коротко про лауреата |
| ---- | --- | ------------------------------- | --- |
| 1999 | Серія робіт «Дослідження нерівноважних та кінетичних явищ в актуальних для сучасної фотоелектроніки напівпровідниках (А В, А В та поруваті Si-структури)»                 | Лашкарьов Георгій Вадимович     | професор, доктор фізико-математичних наук, завідувач відділу № 35 Фізики і технології фотоелектронних та магнітоактивних матеріалів Інституту проблем матеріалознавства ім. І. М. Францевича Національної академії наук України                                  |
| 1999 | Серія робіт «Дослідження нерівноважних та кінетичних явищ в актуальних для сучасної фотоелектроніки напівпровідниках (А В, А В та поруваті Si-структури)»                 | Сальков Євген Андрійович        | професор, доктор фізико-математичних наук, завідувач відділу Інституту проблем матеріалознавства ім. І. М. Францевича Національної академії наук України |
| 1999 | Серія робіт «Дослідження нерівноважних та кінетичних явищ в актуальних для сучасної фотоелектроніки напівпровідниках (А В, А В та поруваті Si-структури)»                 | Шейнкман Мойсей Ківович         | член-кореспондент НАН України, завідувач відділу Інституту проблем матеріалознавства ім. І. М. Францевича Національної академії наук України |
| 2001 | Серія робіт «Рекомбінаційні процеси у тетрабораті літію» | Пуга Павло Павлович             | доктор фізико-математичних наук, завідувач відділу Інституту електронної фізики НАН України |
| 2001 | Серія робіт «Рекомбінаційні процеси у тетрабораті літію» | Головей Вадим Михайлович        | кандидат хімічних наук, старший науковий співробітник Інституту електронної фізики НАН України |
| 2001 | Серія робіт «Рекомбінаційні процеси у тетрабораті літію» | Гундя Борис Михайлович          | кандидат фізико-математичних наук, молодший науковий співробітник Інституту електронної фізики НАН Україн |
| 2003 | Цикл робіт «Фізичні механізми і роль дефектів в самоорганізації та бістабільності тонкоплівкових електролюмінесцентних структур на основі напівпровідників А2В6»          | Денисова Зінаїда Леонідівна     | кандидат фізико-математичних наук, старший науковий співробітник відділу Фізики оптоелектронних приладів Інституту фізики напівпровідників ім. В. Є. Лашкарьова                                                                                                  |
| 2003 | Цикл робіт «Фізичні механізми і роль дефектів в самоорганізації та бістабільності тонкоплівкових електролюмінесцентних структур на основі напівпровідників А2В6»          | Власенко Наталія Андріївна      | доктор фізико-математичних наук, професор, провідний науковий співробітник відділу електролюмінесценції Інституту фізики напівпровідників ім. В. Є. Лашкарьова                                                                                                   |
| 2003 | Цикл робіт «Фізичні механізми і роль дефектів в самоорганізації та бістабільності тонкоплівкових електролюмінесцентних структур на основі напівпровідників А2В6»          | Кононець Яків Федорович         | |
| 2005 | Цикл робіт «Формування високостабільних контактних і поверхневобар'єрних структур в приладах високотемпературної НВЧ електроніки на основі широкозонних напівпровідників» | Бєляєв Олександр Євгенович      | доктор фізико-математичних наук, професор, заступник директора Інституту фізики напівпровідників ім. В. Є. Лашкарьова |
| 2005 | Цикл робіт «Формування високостабільних контактних і поверхневобар'єрних структур в приладах високотемпературної НВЧ електроніки на основі широкозонних напівпровідників» | Конакова Раїса Василівна        | доктор фізико-математичних наук, професор, завідувач лабораторії фізико-технологічних проблем твердотільної НВЧ електроніки Інституту фізики напівпровідників ім. В. Є. Лашкарьова                                                                               |
| 2005 | Цикл робіт «Формування високостабільних контактних і поверхневобар'єрних структур в приладах високотемпературної НВЧ електроніки на основі широкозонних напівпровідників» | Лисенко Володимир Сергійович    | доктор фізико-математичних наук, професор, член-кореспондент НАН України |
| 2008 | Цикл робіт «Коливальні і хвильові процеси НВЧ діапазону в неоднорідній плазмі напівпровідників»                                                                           | Яковенко Володимир Мефодійович  | академік НАН України, директор Інституту радіофізики та електроніки ім. О. Я. Усикова НАН України |
| 2008 | Цикл робіт «Коливальні і хвильові процеси НВЧ діапазону в неоднорідній плазмі напівпровідників»                                                                           | Ханкіна Світлана Ісааківна      | доктор фізико-математичних наук, старший науковий співробітник Інституту радіофізики та електроніки ім. О. Я. Усикова НАН України |
| 2008 | Цикл робіт «Коливальні і хвильові процеси НВЧ діапазону в неоднорідній плазмі напівпровідників»                                                                           | Яковенко Ігор Володимирович     | доктор фізико-математичних наук, головний науковий співробітник Науково-дослідного та проектно-конструкторського інституту «Молнія» Національного технічного університету «Харківський політехнічний інститут» МОН України                                       |
| 2011 | Цикл робіт «Локальні електрофізичні властивості сегнетоелектриків-напівпровідників: формування доменних стінок і нанодоменів»                                             | Морозовська Ганна Миколаївна    | доктор фізико-математичних наук, старший науковий співробітник Інституту фізики напівпровідників імені В. Є. Лашкарьова НАН України |
| 2011 | Цикл робіт «Локальні електрофізичні властивості сегнетоелектриків-напівпровідників: формування доменних стінок і нанодоменів»                                             | Свєчніков Георгій Сергійович    | кандидат фізико-математичних наук, провідний науковий співробітник Інституту фізики напівпровідників імені В. Є. Лашкарьова НАН України |
| 2011 | Цикл робіт «Локальні електрофізичні властивості сегнетоелектриків-напівпровідників: формування доменних стінок і нанодоменів»                                             | Єлісєєв Євген Анатолійович      | Інституту проблем матеріалознавства імені І. М. Францевича НАН України |
| 2014 | Цикл робіт «Фотоелектричні ефекти в нанорозмірних структурах, створених іонно-променевою технологією»                                                                     | Литовченко Володимир Григорович | доктор фізико-математичних наук, професор, член-кореспондент НАН України, головний науковий співробітник лабораторії фізичних основ електронних напівпровідникових мікро- та нанотехнологій Інституту фізики напівпровідників імені В. Є. Лашкарьова НАН України |
| 2014 | Цикл робіт «Фотоелектричні ефекти в нанорозмірних структурах, створених іонно-променевою технологією»                                                                     | Романюк Борис Миколайович       | доктор фізико-математичних наук, професор, завідувач відділу іонно-променевої інженерії Інституту фізики напівпровідників імені В. Є. Лашкарьова НАН України |
| 2014 | Цикл робіт «Фотоелектричні ефекти в нанорозмірних структурах, створених іонно-променевою технологією»                                                                     | Мельник Віктор Павлович         | доктор фізико-математичних наук, професор, заступник директора Інституту фізики напівпровідників імені В. Є. Лашкарьова НАН України |
| 2017 | Визначення структурно-деформаційних ефектів і встановлення механізмів струмопереносу у тринітридних наноструктурах                                                        | Кочелап В'ячеслав Олександрович | член-кореспондент НАН України, завідувач відділу Інституту фізики напівпровідників ім. В. Є. Лашкарьова НАН України |
| 2017 | Визначення структурно-деформаційних ефектів і встановлення механізмів струмопереносу у тринітридних наноструктурах                                                        | Кладько Василь Петрович         | член-кореспондент НАН України, заступнику директора Інституту фізики напівпровідників ім. В. Є. Лашкарьова НАН України |
| 2017 | Визначення структурно-деформаційних ефектів і встановлення механізмів струмопереносу у тринітридних наноструктурах                                                        | Литвин Петро Мар'янович         | кандидат фізико-математичних наук, старший науковий співробітник Інституту фізики напівпровідників ім. В. Є. Лашкарьова НАН України |
| 2020 | за створення та вивчення властивостей тонкоплівкових фотовольтаїчних напівпровідникових матеріалів на основі четверних халькогенідів                                      | Валах Михайло Якович            | член-кореспондент НАН України, головний науковий співробітник Інституту фізики напівпровідників ім. В. Є. Лашкарьова НАН України |
| 2020 | за створення та вивчення властивостей тонкоплівкових фотовольтаїчних напівпровідникових матеріалів на основі четверних халькогенідів                                      | Джаган Володимир Миколайович    | доктор фізико-математичних наук, провідний науковий співробітник Інституту фізики напівпровідників ім. В. Є. Лашкарьова НАН України |
| 2020 | за створення та вивчення властивостей тонкоплівкових фотовольтаїчних напівпровідникових матеріалів на основі четверних халькогенідів                                      | Юхимчук Володимир Олександрович | доктор фізико-математичних наук, завідувач відділу Інституту фізики напівпровідників ім. В. Є. Лашкарьова НАН України |